# Vaso Čubrilović
Vaso Čubrilović, nacido cerca de Sarajevo en 1897 y muerto en Belgrado en 1990, fue un controvertido político y escritor de Yugoslavia, que promovió la limpieza étnica de los pueblos no eslavos (principalmente albaneses, italianos y alemanes) de la nación balcánica de Yugoslavia. Durante la invasión del Eje de Yugoslavia en abril de 1941, Čubrilović fue arrestado por los alemanes y enviado al campo de concentración de Banjica, donde permaneció encarcelado durante gran parte de la guerra.

## Vida
Čubrilović participó – aún muchacho – en el asesinato del Príncipe heredero de Austria, Francisco Fernando de Austria, que desató el casus belli para empezar la invasión sobre Serbia e indirectamente la Primera Guerra Mundial en 1914.
Liberado de prisión en 1918, empezó una carrera docente en varios lugares de la recién creada Yugoslavia, hasta ser profesor universitario en Belgrado. En 1934, Čubrilović empezó a ejercer su cargo de docente en la Universidad.
Čubrilović, académico de Yugoslavia, exconsejero político del régimen monárquico, y después más de una vez ministro de Tito, llegó, ya en 1937, a plantear al Gobierno real de Stojadinovic una solución para destruir a los Albaneses de Kosovo: el traslado en masa – promocionado con métodos brutales – de todos los habitantes de Kosovo hacia las regiones afines por su religión (Albania y Turquía). Sucesivamente, durante la Segunda Guerra Mundial, promocionó los mismos métodos brutales en contra de los Italianos en Istria y Dalmacia influenciando el dictador Josip Broz Tito a través de sus "Manuales".

## Los dos "Manuales" de Čubrilović

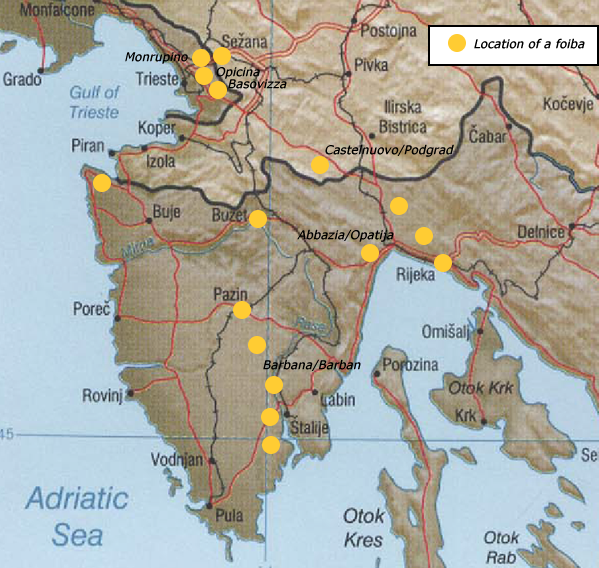
Mapa de las principales foibe en Istria, que tenía que ser "liberada" de todos los italianos en forma drástica según Čubrilović.

En 1937, Čubrilović escribió su "Expulsión de los albaneses", un famoso memorando en el que trató de resolver el problema étnico de Yugoslavia en forma drástica.
En este primer Manual Čubrilović, creyendo imposible colonizar pacíficamente el Kosovo (donde vivía la mayoría de los albaneses de Yugoslavia), invitó el gobierno de Belgrado a utilizar métodos muy duros para desplazar 200.000 albaneses y substituirlos con colonos serbocroatas. Čubrilović escribió que políticamente se podía hacer este plan porque:

"...Si Alemania puede expulsar centenares de millares de Judíos, si Rusia puede transportar millones de personas de un continente a otro, entonces yo creo que algunos centenares de millares de Albaneses expulsados de Yugoslavia no ocasionarán una guerra mundial..."

Čubrilović también sugirió en este memorando provocar levantamientos populares de campesinos eslavos en contra de los Albaneses, y apoyarlos con el ejército destruyendo las aldeas albaneses, si los iniciales abusos y vejaciones no hubiesen sido suficientes.
Vaso Čubrilović participó activamente en la guerra partisana de Yugoslavia ocupada por los italianos y alemanes durante la Segunda Guerra Mundial y fue amigo personal de Josip Broz Tito (que fue motivado por sus escritos hacia la "limpieza étnica" de las poblaciones italianas y alemanas de Yugoslavia).
Čubrilović escribió en 1944 un segundo memorando (titulado Manjinski problem u novoj Jugoslaviji) acerca de como resolver el problema de las minorías en Yugoslavia después de la victoria de los Aliados. Acerca de los italianos afirmó claramente que: "...Nosotros los Yugoslavos no tenemos ambiciones territoriales en Italia, aparte de Trieste, Gorizia y Dalmacia/Istria. Por consiguiente, según el derecho de los vencedores, tenemos que exigirle a los italianos que se tomen de regreso todos sus ciudadanos en Istria y Dalmacia..." Esta afirmación es considerada por historiadores italianos (como Praga y Ferretto Clementi) como el preludio al exilio de 350.000 Italianos de Istria y Dalmacia después de finalizada la guerra.
También cabe destacar que en este segundo Memorandum, Čubrilović escribió que:

"...Cuando volvamos a conquistar los territorios istriano-dálmatas, los tendremos que ocupar también étnicamente alejando de cualquier forma los italianos allí presentes desde el final de la Primera Guerra Mundial..."

Este alejamiento forzado "de cualquier forma" es visto, por los Dálmatos Italianos exiliados (De Vidovich, Luxardo y otros), como un justificativo de la masacre de las Foibe en Istria y Dalmacia.
El historiador francés Michel Roux afirma que es similar la actitud yugoslava hacia los italianos en 1944 y hacia los albaneses en 1937, demostrando la enorme influencia de estos Manuales en el dictador Tito, que hizo ministro a su amigo/consejero Čubrilović en 1946.
Čubrilović en los años 90, fue consejero personal y amigo del líder eslavo Slobodan Milošević. La "Operación Horseshoe" (de la guerra en Bosnia de 1992) fue relacionada con el primer Memorandum de Čubrilović por los servicios de inteligencia austríacos.